# Ralf Harolde
Ralf Harolde est un acteur américain né à Pittsburgh, Pennsylvanie, le 17 mai 1899, et mort le 1er novembre 1974 à Santa Monica, Californie.

## Filmographie partielle
- 1930 : Hook, Line and Sinker d'Edward F. Cline
- 1930 : Dixiana de Luther Reed
- 1931 : L'Ange blanc (Night Nurse) de William A. Wellman
- 1931 : Le Beau Joueur (Smart Money) d'Alfred E. Green
- 1931 : La Fille de l'enfer (Safe In Hell) de William A. Wellman
- 1932 : Tout au vainqueur (Winner Take All) de Roy Del Ruth
- 1933 : Je ne suis pas un ange (I'm No Angel) de Wesley Ruggles
- 1933 : The Deluge
- 1933 : Un danger public de Lloyd Bacon
- 1934 : She Loves Me Not d'Elliott Nugent
- 1934 : Jimmy the Gent de Michael Curtiz
- 1934 : C'était son homme (He Was her Man) de Lloyd Bacon
- 1934 : The Witching Hour de Henry Hathaway
- 1936 : Le Doigt qui accuse (The Accusing Finger) de James P. Hogan
- 1936 : Héros d'un soir (Song and Dance Man) d'Allan Dwan
- 1936 : A Man Betrayed de John H. Auer
- 1937 : Sa dernière carte (Her Husband Lies) d'Edward Ludwig
- 1937 : One Mile from Heaven d'Allan Dwan
- 1941 : L'Île de l'épouvante (Horror Island) de George Waggner
- 1936 : C'est donc ton frère (Our Relations) de Harry Lachman
- 1942 : Broadway de William A. Seiter
- 1944 : Adieu, ma belle (Murder, My Sweet) d'Edward Dmytryk
- 1947 : J'accuse cette femme (Mr. District Attorney) de Robert B. Sinclair
- 1948 : L'Antre de la folie (Behind Locked Doors) de Oscar Boetticher
- 1948 : Assigned to Danger de Oscar Boetticher
- 1950 : Les Requins du Pacifique (Killer Shark) de Oscar Boetticher